# KDESvn
KDESvn es un cliente gráfico del escritorio KDE para el sistema de control de versiones Subversion.